# Ixodes stromi
Ixodes stromi este o specie de căpușe din genul Ixodes, familia Ixodidae, descrisă de Filippova în anul 1957. Conform Catalogue of Life specia Ixodes stromi nu are subspecii cunoscute.